# Reunidas
A Reunidas é uma empresa brasileira sediada em Caçador, Santa Catarina. Atua no ramo de transporte rodoviário de passageiros.
Fundada em 9 de novembro de 1950, a Reunidas originou-se da antiga Empresa Caramori & Cia. Ltda., fundada em 1949 por Selvino Caramori. A empresa começou como uma sociedade limitada tornando-se uma sociedade anônima em meados da década de 70.
Hoje a empresa atua nas regiões Sul, Sudeste e Centro-Oeste, bem como do Bahia, Tocantins e também na Argentina.

## História
A história da Reunidas começa antes mesmo de seu surgimento. Em 1949, o empreendedor Selvino Caramori desejava melhorar os seus negócios e se aproveitou da expansão do transporte rodoviário no país na época criando a Caramori e Cia Ltda. A bordo de seu Chevrolet Gigante 42, Selvino realizava três vezes por semana viagens entre os municípios de Caçador e Lages, em Santa Catarina, na primeira linha rodoviária da Empresa.
No ano seguinte, Selvino se une a Orlando Petrolli e Fiorindo Chiarelo para criarem a Reunidas Ltda. A nova empresa iniciou suas atividades em 9 de novembro de 1950. Com pouquíssimo tempo de existência, a empresa destacou-se em Santa Catarina e conquistava a confiança dos usuários pela excelência e segurança dos serviços prestados.
A Reunidas começa a se expandir e, nos anos 60, a empresa passa a oferecer linhas nos 3 estados do sul do Brasil. Ainda nessa época, a empresa passou a operar linhas que ligavam a Região Sul do Brasil a São Paulo. A empresa foi conquistando cada vez mais destinos a partir de então.
Nos anos 70, a Reunidas incorporou a empresa União da Serra, expandindo seus serviços do oeste e planalto catarinense até o litoral do estado e sudeste do Paraná. Com estes avanços deixa de ser uma sociedade limitada para virar uma sociedade anônima mudando seu nome para Reunidas S.A. Transportes Coletivos. A empresa decide investir também no transporte de cargas e cria a Reunidas Transportadora Rodoviária de Cargas S.A.
Em sua caminhada, Selvino manteve-se leal aos ideais e objetivos que sempre nortearam a empresa: encurtar distância entre pessoas e povos. Sonhos que se realizaram mais uma vez quando, na década de 80, a Reunidas chegou à Argentina e passou a incentivar o turismo local trazendo centenas de argentinos às praias catarinenses.
No ano de 1989, a Reunidas perde seu fundador e mentor, e com o falecimento de Selvino Caramori, seus filhos Sandoval Caramori e Selvino Caramori Filho passam a administrar a empresa, com o objetivo de sustentar e fortalecer os ideais de seu pai, transformando a Reunidas em uma organização cada vez mais útil à população e fraterna entre todos os seus colaboradores.
No ano de 1994, a empresa adquiriu a Real Transporte e Turismo e a Viação São Luiz, passando a abranger mais a sua atuação no extremo sul do Brasil e chegando aos estados da Bahia, Mato Grosso e Tocantins. Já nos anos 2000, a criação da Reunidas Turismo S.A. fortalece os ideais que sempre pautaram a empresa, realizando passeios étnicos de lazer, de caráter religioso, ecológico, comercial e oferecendo a possibilidade de fretamento em toda sua região de atuação.
Hoje a empresa é parte do conglomerado Grupo Reunidas que incluem a Reunidas S.A. Transportes Coletivos, Reunidas Transportadora Rodoviária de Cargas S.A., Reunidas Turismo S.A. e Real Transporte e Turismo S.A. Sua frota é composta de 700 veículos, que incluem ônibus convencionais, leitos, metropolitanos, caminhões e veículos auxiliares que, ao todo, rodam uma média de 68 milhões de quilômetros por ano. Só em 2012, mais de 9 milhões de passageiros e aproximadamente 104 mil toneladas de cargas e encomendas foram transportadas pela empresa.
Em 2016, algumas linhas interestaduais da empresa passam a ser operadas pela Planalto Transportes e Viação Ouro e Prata. Atualmente a empresa encontra-se em recuperação judicial.